# Барриос Агилар, Ирис Ясмин
Ирис Яссмин Барриос Агилар (исп. Iris Yassmin Barrios Aguilar; род. 1962) — судья и председатель одного из двух трибуналов Гватемалы с высокой степенью риска. Она была председательствующим судьей по делу Эфраина Риоса Монтта, бывшего диктатора Гватемалы. На этом судебном процессе Монтт был признан виновным в геноциде коренных народов; приговор был вынесен в 2013 году. Судебный процесс стал первым случаем, когда национальная судебная власть судила бывшего главу государства за геноцид в его родной стране. Однако 20 мая 2013 года Конституционный суд Гватемалы отменил обвинительный приговор, приказав «перезапустить» судебное разбирательство. Cуд над Риосом Монттом возобновился в январе 2015 года, в 2018 году подсудимый скончался от сердечного приступа.
Барриос получила в 2014 году Международную женскую награду за отвагу.
По состоянию на апрель 2014 года судебные полномочия Барриос были приостановлены на год из-за жалобы со стороны адвоката, участвовавшего в судебном процессе над президентом и военным преступником Эфраином Риосом Монттом.
Вместе с Глорией Поррас и Эрикой Айфан она была одной из трёх судей, получивших поддержку Межамериканского суда по правам человека. Суд постановил, что им должна быть предоставлена особая защита. В 2021 году Айфан также получила Международную женскую награду за отвагу.